# Navarretia ojaiensis
Navarretia ojaiensis är en blågullsväxtart som beskrevs av Elvin, J.M.Porter och L.A.Johnson. Navarretia ojaiensis ingår i släktet navarretior, och familjen blågullsväxter. Inga underarter finns listade i Catalogue of Life.